# Unfinished Music No.2: Life with the Lions
Unfinished Music No.2: Life with the Lions (рус. Незаконченная музыка № 2: Жизнь со львами) — второй студийный альбом Джона Леннона и Йоко Оно, выпущенный в 1969 году. Название альбома отсылает к комедийному радиошоу «Life with the Lyons», которое на Би-би-си вели Бен Лайонс и его жена Биби Дэниелс.

## Список композиций
Все композиции принадлежат авторству Джона Леннона и Йоко Оно.
| №  | Название         | Перевод названия | Длительность |
| -- | ---------------- | ---------------- | ------------ |
| 1. | «Cambridge 1969» | Кембридж 1969    | 26:29        |

| №  | Название                 | Перевод названия            | Длительность |
| -- | ------------------------ | --------------------------- | ------------ |
| 2. | «No Bed For Beatle John» | Нет кровати для Битла Джона | 4:41         |
| 3. | «Baby’s Heartbeat»       | Сердцебиение ребенка        | 5:10         |
| 4. | «Two Minutes Silence»    | Две минуты тишины           | 2:00         |
| 5. | «Radio Play»             | Радиопостановка             | 12:35        |

| №  | Название        | Перевод названия | Длительность |
| -- | --------------- | ---------------- | ------------ |
| 6. | «Song For John» | Песня для Джона  | 1:29         |
| 7. | «Mulberry»      | Тутовое дерево   | 8:47         |

## Участники записи
- Йоко Оно — вокал.
- Джон Леннон — вокал, гитара, обратная связь, радио.
- Джон Чикаи — саксофон («Cambridge 1969»).
- Джон Стивенс — перкуссия («Cambridge 1969»).
- Мэл Эванс — наблюдение («Cambridge 1969»).
- Джон Оно Леннон II — биение сердца («Baby’s Heartbeat»).